# Крум Янев
Крум Иванов Янев (9 януари 1929 г. – 24 август 2012 г.), известен и с прякора Палакмана, е български футболист, нападател, играл в средата на ХХ век. Клубна легенда на ЦСКА (София). Играл е също в Спартак (Пловдив), Локомотив (Пловдив), Ботев (Пловдив) и Спартак (София).
Има 31 мача и 4 гола за националния отбор на България. Бронзов медалист от Олимпиадата в Мелбърн'56.

## Кариера
Янев започва да играе футбол в Спартак (Пловдив). През сезон 1948/49 записва 4 мача с 4 гола за Локомотив (Пловдив). След това преминава в Ботев Пловдив. Остава там до 1950 когато е харесан от треньора на ЦДНВ Крум Милев, който го привлича в отбора.
Под ръководството на Милев, Янев заедно с Иван Колев образуват отлична нападателна двойка, една от най-популярните в историята на родния футбол. Бронзов медалист от летните олимпийски игри през 1956 г. Осемкратен шампион на България с ЦСКА - 1952, 1954, 1955, 1956, 1957, 1958, 1959, 1960 г. Двукратен носител на Купата на съветската армия – 1954, 1955 г.
През 1960/61 играе за Спартак (София). Напуска футбола през 1961, след като е тежко контузен от футболиста на Локо (София) Васил Методиев.